# Kolumbia na Mistrzostwach Świata w Lekkoatletyce 2009
Kolumbia na Mistrzostwach Świata w Lekkoatletyce 2009 – reprezentacja Kolumbii podczas czempionatu w Berlinie liczyła 12 zawodników. Nie zdobyła żadnego medalu.

## Występy reprezentantów Kolumbii

### Mężczyźni
| Konkurencja                | Zawodnik            | Eliminacje | Eliminacje | Ćwierćfinał | Ćwierćfinał | Półfinał      | Półfinał      | Finał         | Finał         |
| Konkurencja                | Zawodnik            | Wynik      | Poz.       | Wynik       | Poz.        | Wynik         | Poz.          | Wynik         | Poz.          |
| -------------------------- | ------------------- | ---------- | ---------- | ----------- | ----------- | ------------- | ------------- | ------------- | ------------- |
| Bieg na 100 m              | Daniel Grueso       | 10,27      | 11.        | DQ          |             | Nie awansował | Nie awansował | Nie awansował | Nie awansował |
| Bieg na 110 m przez płotki | Paulo Villar        | 13,52 SB   | 6.         |             |             | 13,44 SB      | 11.           | Nie awansował | Nie awansował |
| Chód na 20 km              | Luis Fernando López |            |            |             |             |               |               | 1:20:03 NR    | 5.            |

| Konkurencja    | Zawodnik       | Kwalifikacje | Kwalifikacje | Finał         | Finał         |
| Konkurencja    | Zawodnik       | Wynik        | Poz.         | Wynik         | Poz.          |
| -------------- | -------------- | ------------ | ------------ | ------------- | ------------- |
| Rzut oszczepem | Arley Ibargüen | 72,54        | 37.          | Nie awansował | Nie awansował |

### Kobiety
| Konkurencja                | Zawodniczka                                                       | Eliminacje | Eliminacje | Ćwierćfinał | Ćwierćfinał | Półfinał       | Półfinał       | Finał          | Finał          |
| Konkurencja                | Zawodniczka                                                       | Wynik      | Poz.       | Wynik       | Poz.        | Wynik          | Poz.           | Wynik          | Poz.           |
| -------------------------- | ----------------------------------------------------------------- | ---------- | ---------- | ----------- | ----------- | -------------- | -------------- | -------------- | -------------- |
| Bieg na 100 m              | Yomara Hinestroza                                                 | 11,61      | 30.        | 11,76       | 32.         | Nie awansowała | Nie awansowała | Nie awansowała | Nie awansowała |
| Bieg na 200 m              | Darlenis Obregón                                                  | 23,42      | 30.        |             |             | Nie awansowała | Nie awansowała | Nie awansowała | Nie awansowała |
| Bieg na 400 m              | Norma González                                                    | 51,86 PB   | 17.        |             |             | 51,91          | 17.            | Nie awansowała | Nie awansowała |
| Bieg na 800 m              | Rosibel García                                                    | 2:04,73    | 29.        |             |             | Nie awansowała | Nie awansowała | Nie awansowała | Nie awansowała |
| Bieg na 100 m przez płotki | Brigitte Merlano                                                  | 13,19      | 22.        |             |             | 13,23          | 22.            | Nie awansowała | Nie awansowała |
| Sztafeta 4 x 100 m         | Yomara Hinestroza Felipa Palacios Darlenis Obregón Norma González | 43,30 SB   | 7.         |             |             |                |                | 43,71          | 8.             |

| Konkurencja | Zawodniczka       | Kwalifikacje | Kwalifikacje | Finał          | Finał          |
| Konkurencja | Zawodniczka       | Wynik        | Poz.         | Wynik          | Poz.           |
| ----------- | ----------------- | ------------ | ------------ | -------------- | -------------- |
| Skok wzwyż  | Caterine Ibargüen | 1,85         | 28.          | Nie awansowała | Nie awansowała |
| Rzut młotem | Johana Moreno     | 65,05        | 31.          | Nie awansowała | Nie awansowała |